# アメリカがん研究協会

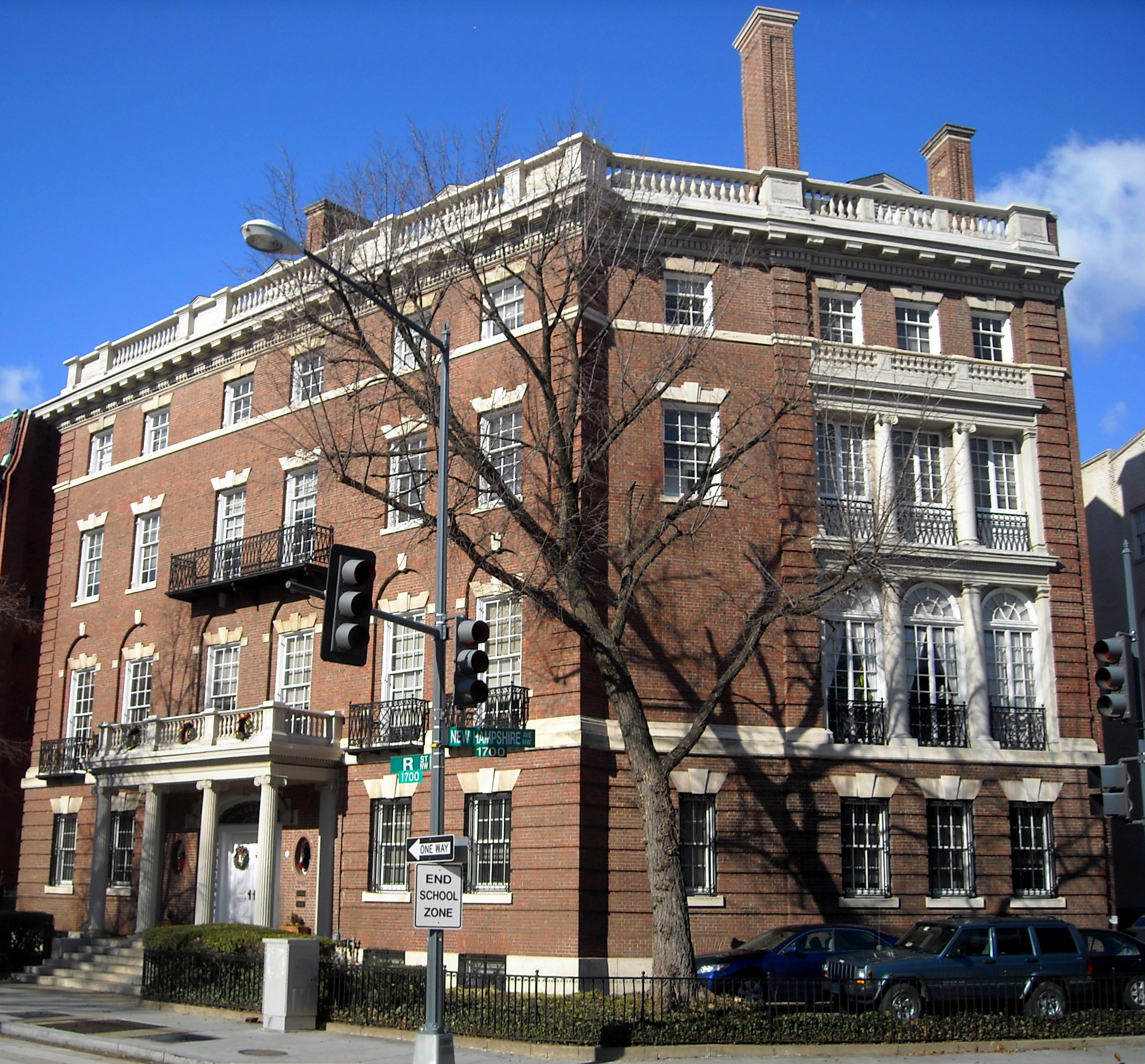
ワシントンD.C.に所在するアメリカがん研究協会本部

アメリカがん研究協会（en:American Institute for Cancer Research）は、世界がん研究基金と提携した傘下機関であり、大規模なアメリカがん研究団体である。
その設立目的は、次のとおりである。
- がんリスクに対する栄養、運動及び体重管理との関連についての研究に資金提供すること。
- 当該分野における蓄積された研究論文を分析・解明すること。
- がん罹患を瀬けられるような選択が取り得ることを一般人に周知すること。

その研究成果物は、当該ホームページを通じて提供されている。